# Durchlaufzeitsyndrom
Das Durchlaufzeitsyndrom oder Durchlaufzeitensyndrom bezeichnet eine Folge von Effekten, die die Durchlaufzeiten von Aufträgen in Produktionssystemen unerwünscht verlängern und damit die Planbarkeit der Termine nachteilig beeinflussen. Durch das Auslösen vieler Aufträge in kurzer Zeit bilden sich größer werdende Bestände von Material im Produktionsbereich, da aufgrund von Kapazitätsbeschränkungen die Aufträge nicht gleichzeitig abgearbeitet werden können. Nach Littles Gesetz verlängert sich dabei auch die Durchlaufzeit und die Planbarkeit der Endtermine verschlechtert sich zusätzlich.

## Ursachen
Ursachen für dieses Verhalten sind Situationen, in denen Lieferverzögerungen zum Kunden beobachtet werden. Der Auslöser solcher Verzögerungen kann systemintern oder -extern sein und sogar aufgrund zufälliger Schwankungen entstehen. In der Folge werden Aufträge häufig früher als üblich ausgelöst, um die Termineinhaltung sicherzustellen. Damit wird die Produktion mit Aufträgen geflutet, die die Leistung des Produktionssystems weiter reduzieren. In der Folge steigen auch die Lagerbestände an Rohmaterial, um den Bedarf für die Produktion zu decken. Die Situation wird häufig als Teufelskreis beschrieben, für den verschiedene Lösungsansätze angeboten werden.

## Lösungsansätze
Computersysteme in der Tradition des Scientific Management resultierten im Manufacturing Resources Planning, bei der häufig die Kapazitäten nur unvollständig berücksichtigt wurden und die dadurch anfällig für das Durchlaufzeitensyndrom waren. Zusatzsysteme, sogenannte Advanced Planning and Scheduling (APS) Systeme können die Situation für vorhersagbare Produktionseinheiten verbessern. Alternativ bieten aber auch Optimierungsalgorithmen wie die Theory of Constraints nach Eliyahu M. Goldratt oder Just-in-time-Ansätze wie Kanban, Conwip, belastungsorientierte Auftragsfreigabe (BOA) und weitere mögliche Ansätze Lösungen für das Problem an. Eine optimale Lösung ist zurzeit nicht bekannt.